# Франкфурт-на-Майне (аэропорт)
Аэропорт Фра́нкфурт-на-Ма́йне (нем. Flughafen Frankfurt am Main, ИАТА: FRA, ИКАО: EDDF), также известный как Рейн-Майнский Аэропорт (нем. Rhein-Main-Flughafen) — крупнейший аэропорт Германии.
По количеству пассажиров (70 560 987 в 2019 году) он занимает четвёртое место в Европе, после лондонского Хитроу, парижского Шарль-де-Голль и амстердамского Схипхол. По грузоперевозкам занимает первое место в Европе (2 076 734 тонн в 2015 году).
Аэропорт Франкфурта-на-Майне был одним из первых аэропортов, где начали применять автоматическую систему сортировки багажа.
Аэропорт имеет 4 взлётно-посадочные полосы. У одной (07L/25R) покрытие асфальтовое, у остальных — бетонное. Три полосы — 07R/25L, 07C/25C, 18 — длиной 4000 метров, 07L/25R — длиной 2800 метров.
Полоса 07R/25L используется только для посадок.
Полоса 18 используется только для взлётов на юг, потому значение «36» для указателя направления посадки, противоположного «18», в её обозначении отсутствует.
Близлежащий аэропорт — Манхайм-сити (Flugplatz Mannheim City).
Аэропорт имеет два больших терминала и один маленький для VIP, пять залов. От первого терминала до второго можно добраться по монорельсовой дороге внутри здания Skyline или на бесплатном автобусе-шаттле, отходящем каждые десять минут со стоянки.

## Авиакомпании и направления

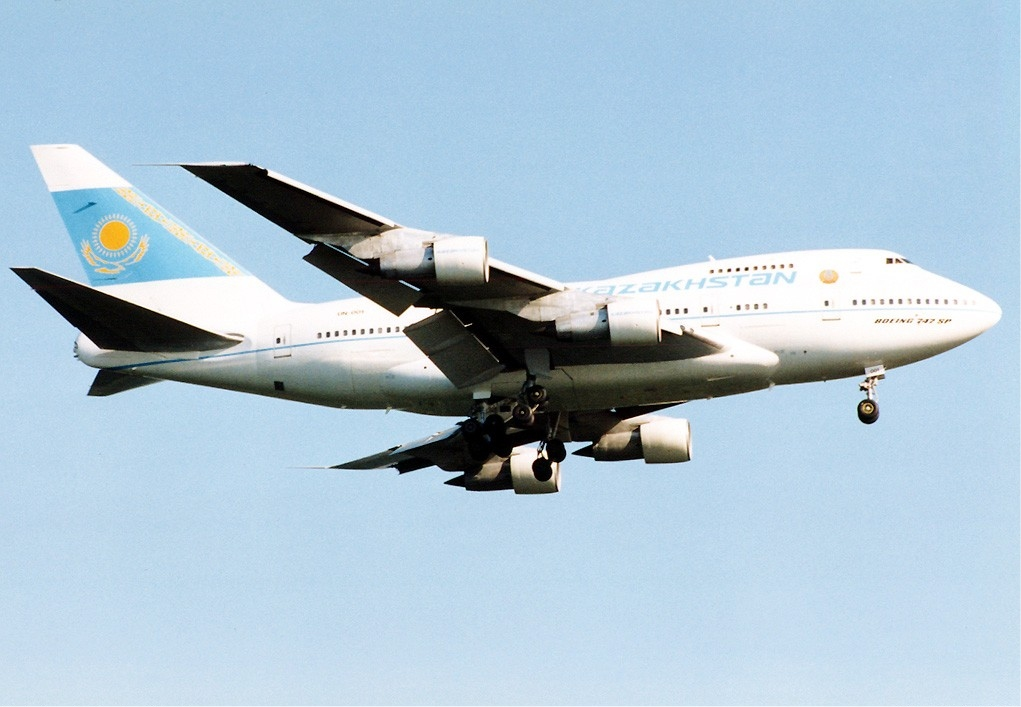
«Boeing 747SP» авиакомпании «Kazakhstan Airlines» в аэропорту Франкфурта-на-Майне, 1994 год

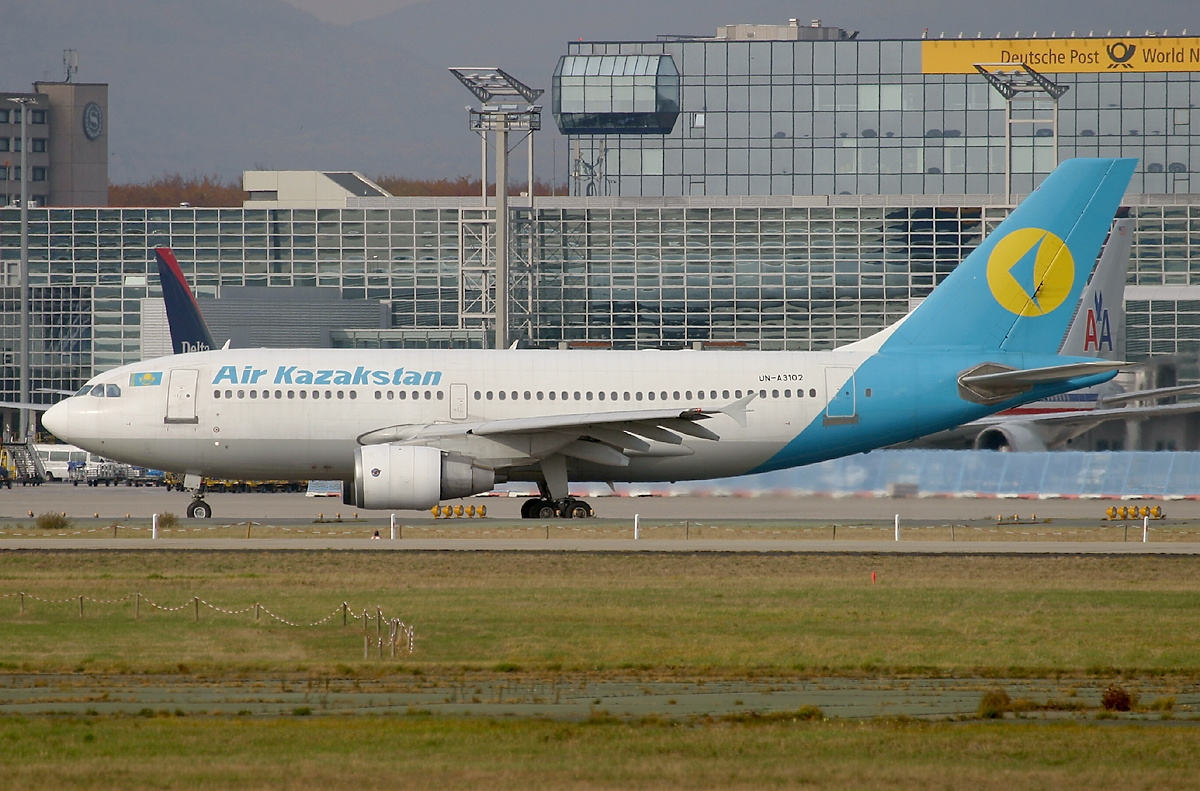
«Airbus A310» авиакомпании «Эйр Казахстан» в аэропорту Франкфурта-на-Майне, 2003 год

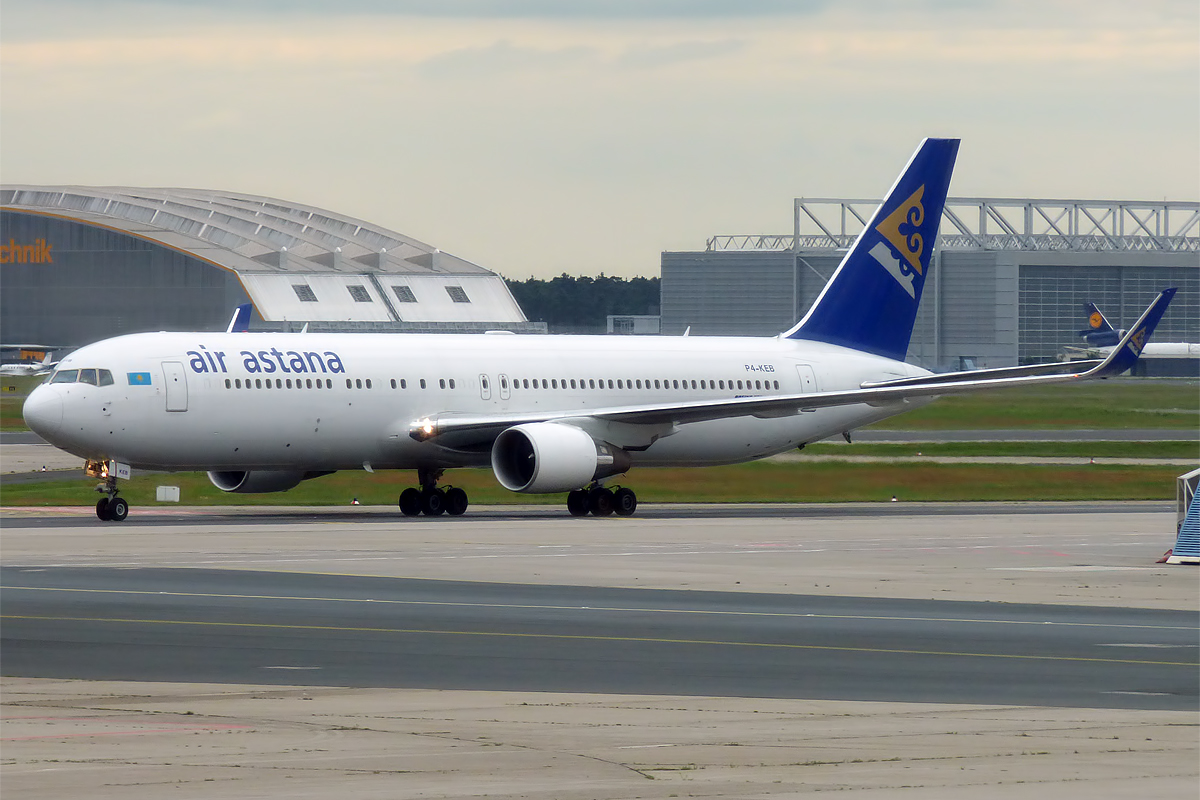
«Boeing 767-300» авиакомпании «Air Astana» в аэропорту Франкфурта-на-Майне, 2014 год

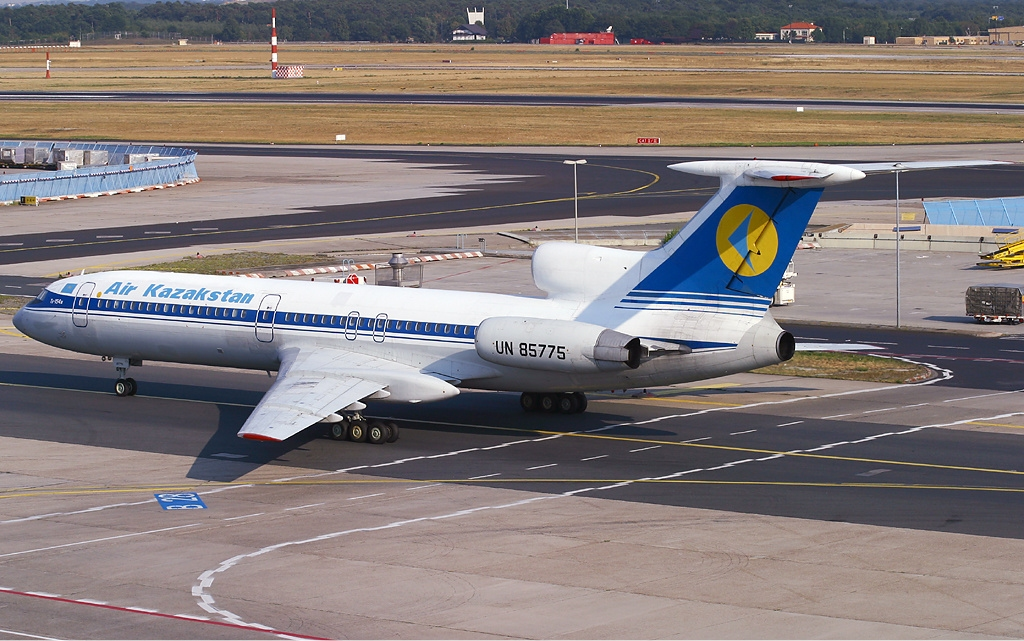
«Ту-154М» авиакомпании «Эйр Казахстан» в аэропорту Франкфурта-на-Майне

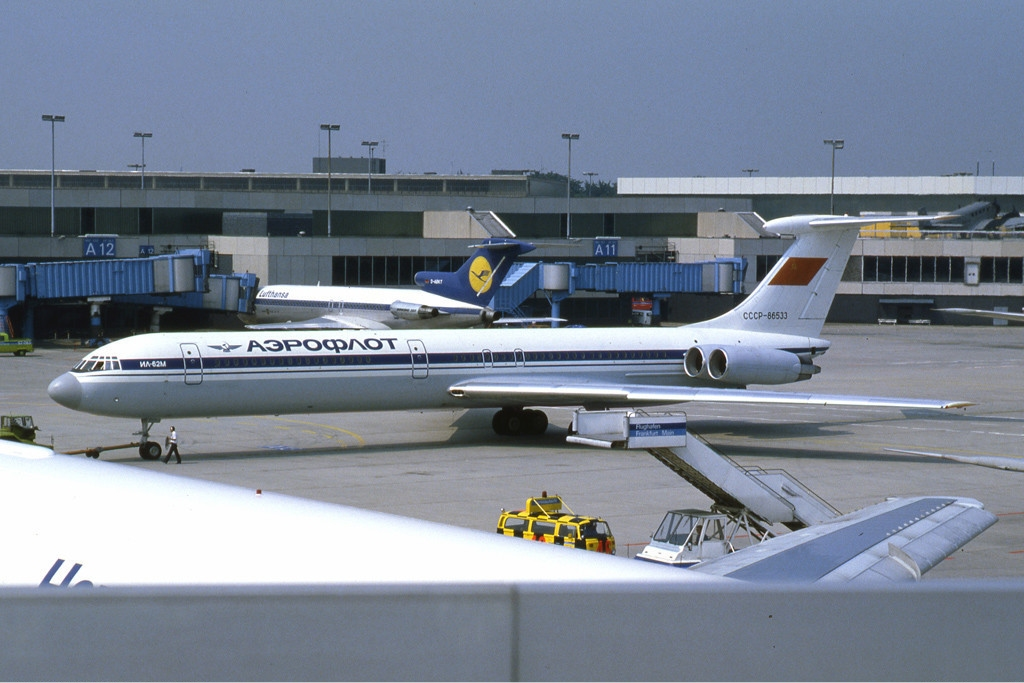
«Ил-62» авиакомпании «Аэрофлот» в аэропорту Франкфурта-на-Майне

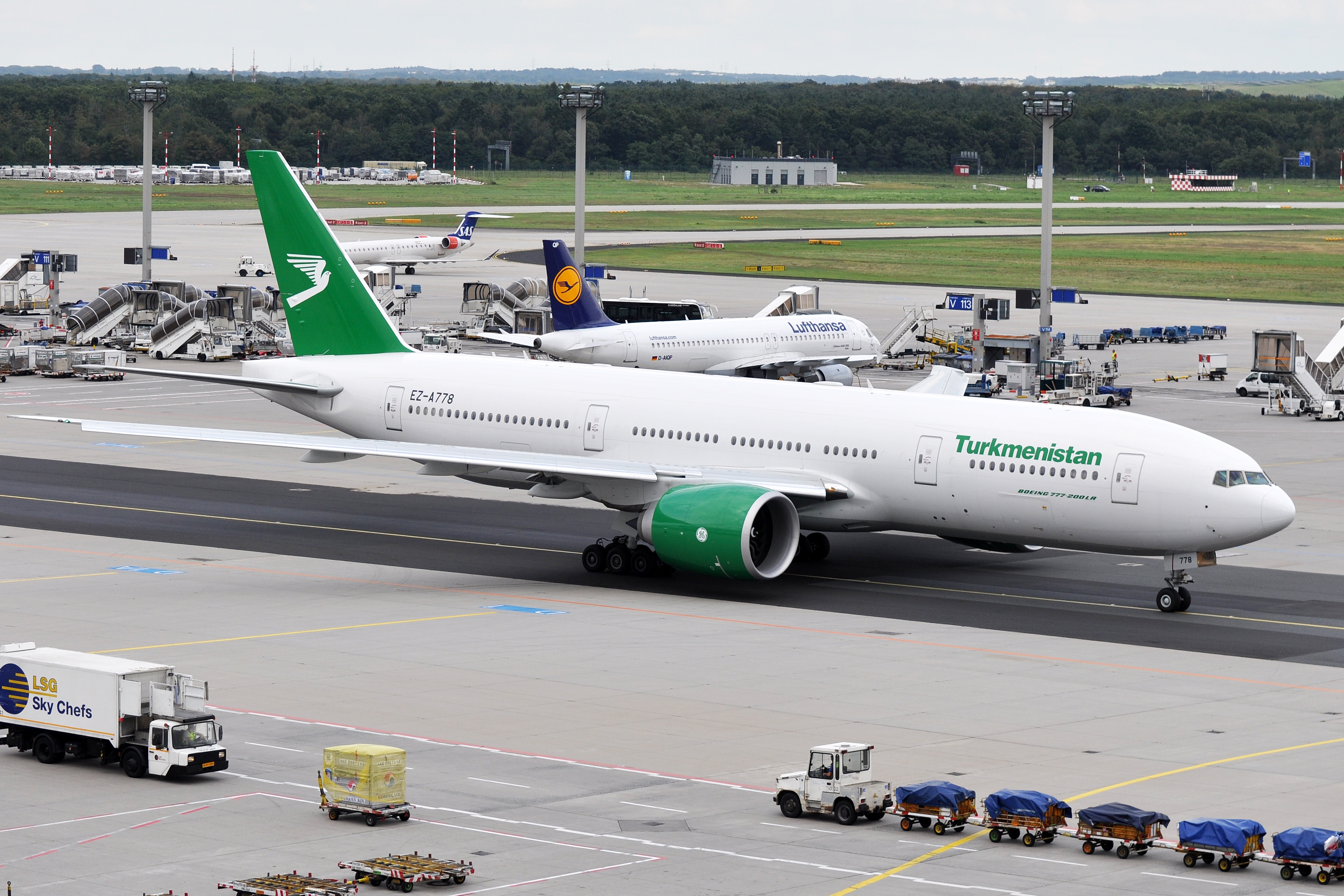
«Boeing 777-200LR» авиакомпании «Turkmenistan Airlines» в аэропорту Франкфурта-на-Майне

| Авиакомпания                            | Место назначения |
| --------------------------------------- | --- |
| Aegean Airlines                         | Афины, Ираклион, Салоники |
| Aer Lingus                              | Дублин |
| Air Baltic                              | Рига |
| Air Astana                              | Астана, Уральск, Алматы |
| Air Algerie                             | Алжир |
| Air Cairo                               | Шарм-эш-Шейх, Хургада, Марса-Алам |
| Air Canada                              | Ванкувер, Калгари, Монреаль, Торонто |
| Air China                               | Пекин, Шанхай, Шэньчжэнь, Чэнду |
| Air Dolomiti                            | Пиза, Триест, Люксембург, Катовице, Вроцлав, Флоренция, Верона, Турин, Милан, Милан, Турин, Инсбрук, Грац, Линц, Милан, Милан, Кальмар |
| Air Europa                              | Мадрид |
| Air France                              | Париж |
| Air India                               | Дели |
| Air Premia                              | Сеул |
| Air Serbia                              | Белград |
| ANA                                     | Токио |
| American Airlines                       | Даллас, Шарлотт |
| Asiana Airlines                         | Сеул |
| Austrian Airlines                       | Вена |
| Bamboo Airways                          | Ханой, Хошимин |
| British Airways                         | Лондон (Лондон-Сити), Лондон (Хитроу) |
| Brussels Airlines                       | Брюссель |
| Bulgaria Air                            | София |
| Cathay Pacific                          | Гонконг |
| Croatia Airlines                        | Дубровник, Загреб, Сплит |
| China Airlines                          | Тайбэй |
| China Eastern Airlines                  | Шанхай |
| China Southern Airlines                 | Гуанчжоу |
| Condor                                  | Анкоридж, Солт-Лейк-Сити, Филадельфия, Калгари, Тампа, Форт-Майерс, Орландо, Виктория-Фолс, Виндхук, Килиманджаро, Эвенес, Мадейра, Марракеш, Джерба, Монастир, Монпелье, Галифакс, Задар, Пунта-Кана, Мале, Хургада, Марса Алам, Варна, Бургас, Бари, Кос, Родос, Анталья, Санторини, Ханья, Ираклион, Каламата, Закинф, Кавала, Скиатос, Корфу, Сплит, Менорка, Пальма-де-Майорка, Ибица, Херес-де-ла-Фронтера, Тенерифе, Санта-Круз-де-ла-Пальма, Агадир, Гран-Канария, Фуэртевентура, Лансароте, Дубровник |
| Delta Air Lines                         | Атланта, Детройт, Нью-Йорк |
| Discover Airlines                       | Анкоридж, Ванкувер, Сиэтл, Калгари, Эдмонтон, Портленд, Сан-Франциско, Лос-Анджелес, Лас-Вегас, Финикс, Миннеаполис, Сан-Антонио, Торонто, Вашингтон, Нью-Йорк, Бостон, Галифакс, Канкун Майами, Монтего-Бей, Гавана, Варадеро, Санто-Доминго, Пунта-Кана, Пуэрто-Плата, Ольгин, Ла-Романа, Фор-де-Франс, Гренада, Тобаго, Бриджтаун, Кейптаун, Йоханнесбург, Занзибар, Маврикий, Момбаса, Маэ, Мале, Хургада, Гиза, Ларнака, Ереван, Тбилиси, Кос, Родос, Анталья, Самос, Ханья, Ираклион, Каламата, Закинф, Кавала, Лефкас, Корфу, Сплит, Ламеция-Терме, Ольбия, Пальма-де-Майорка |
| EgyptAir                                | Каир |
| El Al                                   | Тель-Авив |
| Emirates                                | Дубай |
| Etihad Airways                          | Абу-Даби |
| Ethiopian Airlines                      | Аддис-Абеба |
| Finnair                                 | Хельсинки |
| FlyErbil                                | Эрбиль |
| Gulf Air                                | Манама |
| Helvetic Airways                        | Цюрих |
| HiSky                                   | Кишинёв |
| Iberia                                  | Мадрид |
| ITA Airways                             | Милан, Рим |
| Icelandair                              | Рейкьявик |
| Iran Air                                | Тегеран |
| Japan Airlines                          | Токио |
| Korean Air                              | Сеул |
| KLM                                     | Амстердам |
| Kuwait Airways                          | Кувейт |
| LATAM Airlines                          | Сан-Пауло |
| LOT Polish Airlines                     | Варшава |
| Lufthansa                               | Агадир, Астана, Астурия, Абу-Даби, Абуджа, Аккра, Остин, Аддис-Абеба, Алжир, Аликанте, Алматы, Амман, Амстердам, Атланта, Афины, Бангалор, Бангкок, Бастия, Барселона, Бастия, Берген, Белград, Берлин, Биллунн, Биариц, Бильбао, Бирмингем, Богота, Болонья, Бордо, Бостон, Бремен, Бристоль, Брюссель, Будапешт, Буэнос-Айрес, Бухарест, Валенсия, Ванкувер, Варшава, Вашингтон, Вена, Венеция, Вестерланд, Вильнюс, Вроцлав, Гамбург, Ганновер, Генуя, Гётерборг, Гданьск, Гонконг, Грац, Даллас, Даммам, Денвер, Детройт, Дели, Дрезден, Джидда, Дубай, Дублин, Дюссельдорф, Ереван, Женева, Загреб, Задар, Ибица, Ивало, Ираклион, Йоханнесбург, Каир, Касабланка, Катания, Катовице, Кейптаун, Кишинёв, Корк, Копенгаген, Краков, Кальяри, Кувейт, Клуж-Напока, Лагос, Ларнака, Лейпциг, Ливерпуль, Линц, Лион, Лиссабон, Лондон, Лос-Анджелес, Луанда, Любляна, Люксембург, Мадрид, Майами, Малага, Мальта, Миннеаполис, Манчестер, Марсель, Менорка, Мехико, Милан (Линате), Милан (Мальпенса), Монреаль, Мумбаи, Мюнхен, Мюнстер, Нагоя, Найроби, Нант, Неаполь, Ницца, Нью-Йорк (Джон Кеннеди), Нью-Йорк (Ньюарк Либерти), Ньюкасл, Нюрнберг, Ольбия, Осло, Палермо, Пальма-де-Мальорка, Париж, Пекин, Прага, Познань, Понта-Делгада, Порту, Пула, Пунта-Кана, Рейкьявик, Рен, Рига, Риека, Рим, Рио-де-Жанейро, Родос, Сан-Диего, Сан-Паулу, Сан-Франциско, Сан-Хосе, Сараево, Сантьяго-де-Компостела, Севилья, Сент-Луис, Сеул, Сингапур, Сиэтл, София, Сплит, Скопье, Стамбул, Ставангер, Стокгольм, Страсбург, Таллин, Тегеран, Тель-Авив, Тиват, Тимишоара, Тирана, Токио, Торонто, Триест, Тромсё, Тулуза, Тунис, Фару, Филадельфия, Хайдарабад, Хельсинки, Херингсдорф, Хьюстон, Цюрих, Ченнай, Чикаго, Шаннон, Шанхай, Штутгарт, Шэньян, Эдинбург, Эрбиль, Эр-Рияд |
| MIAT Mongolian Airlines                 | Улан-Батор |
| Middle East Airlines                    | Бейрут |
| Nouvelair                               | Тунис, Джерба, Монастир |
| Oman Air                                | Маскат |
| Pegasus Airlines                        | Анкара, Стамбул |
| PLAY                                    | Рейкьявик |
| Qatar Airways                           | Доха |
| Royal Air Maroc                         | Касабланка |
| Royal Jordanian                         | Амман |
| SKY Express                             | Афины |
| SkyUp                                   | Хургада |
| Saudia Arabian Airlines                 | Джидда, Эр-Рияд |
| Scandinavian Airlines                   | Копенгаген, Стокгольм |
| Singapore Airlines                      | Нью-Йорк, Сингапур |
| Southwind Airlines                      | Анталья |
| SriLankan Airlines                      | Коломбо |
| SunExpress                              | Анталья, Бодрум, Даламан, Измир, Анкара, Адана, Газиантеп, Кайсери, Малатья, Диярбакыр, Элязыг, Трабзон, Самсун, |
| Swiss                                   | Цюрих, Женева |
| TAP Portugal                            | Лиссабон |
| TAROM                                   | Бухарест |
| THAI Airways                            | Бангкок, Пхукет |
| TUIfly                                  | Агадир, Анталья, Боа-Виста, Даламан, Ибица, Ираклион, Керкира, Кос, Лансароте, Ларнака, Лас-Пальмас-де-Гран-Канария, Луксор, Марса-Алам, Менорка, Пальма-де-Мальорка, Патры, Родос, Сал, Тенерифе, Фару, Фуншал, Фуэртевентура, Херес-де-ла-Фронтера, Хургада |
| Tunisair                                | Джерба, Тунис |
| Turkish Airlines                        | Стамбул, Анталья |
| AnadoluJet выполняется Turkish Airlines | Анкара, Стамбул (Сабиха Гёкчен) |
| Turkmenistan Airlines                   | Ашхабад |
| United Airlines                         | Вашингтон, Нью-Йорк, Сан-Франциско, Хьюстон, Чикаго, Денвер |
| Uzbekistan Airways                      | Ташкент |
| Vietnam Airlines                        | Ханой, Хошимин |
| Vistara                                 | Мумбай, Дели |

## Транспортное сообщение

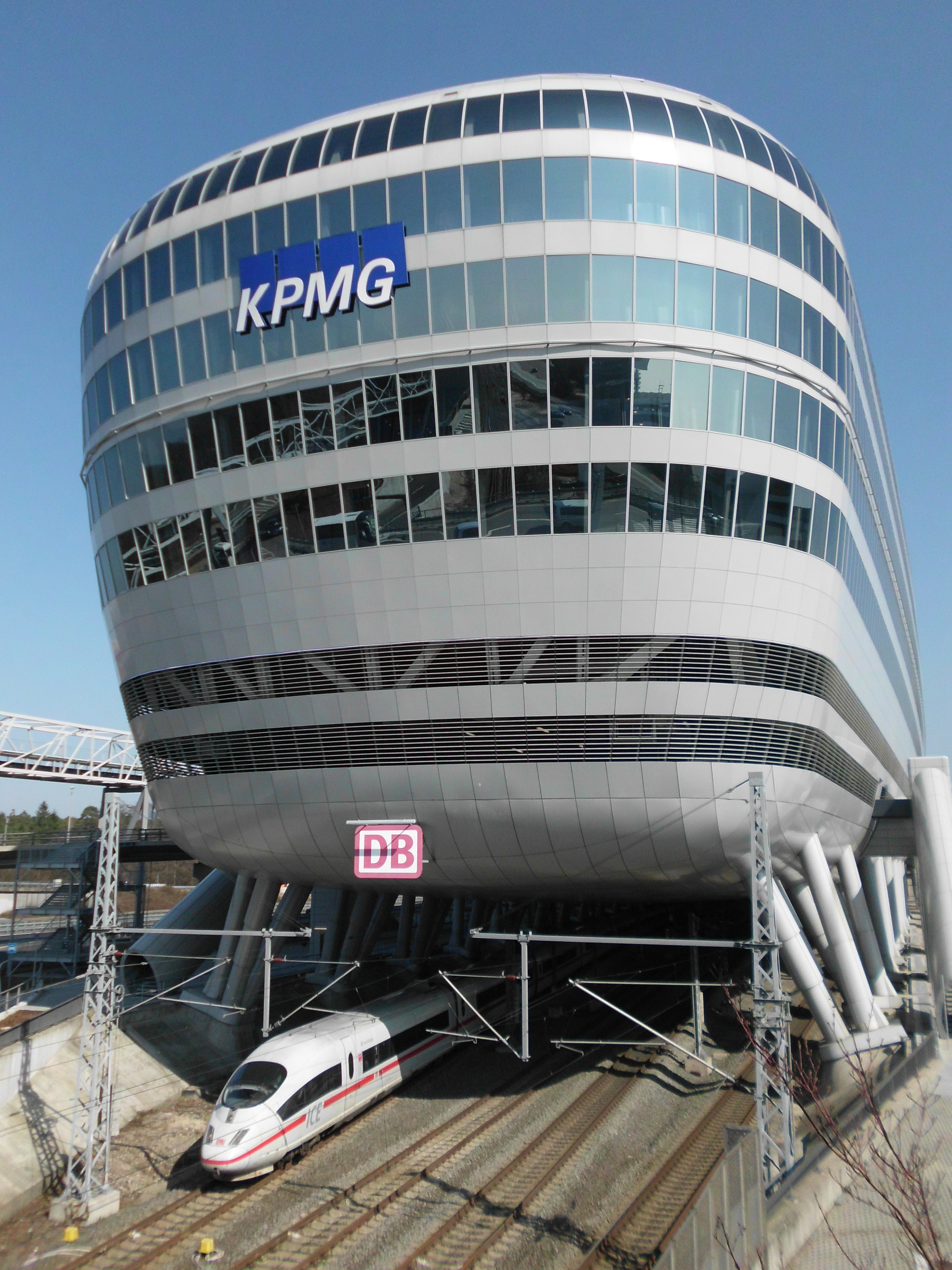
Станция дальнего следования в аэропорту, откуда отправляется ICE 3

Аэропорт находится в непосредственной близости от автобанов A3 и A5.
До центра Франкфурта можно добраться на такси приблизительно за 40 евро.
Железнодорожное сообщение: каждые 15 минут от первого терминала отправляется электропоезд (S-Bahn 8 и 9) до главного городского вокзала, время в пути — 12 минут. На станцию также заходят некоторые скоростные поезда, а также обычные поезда, следующие через район Франкфурта.
До города также можно добраться на автобусе.

## Галерея

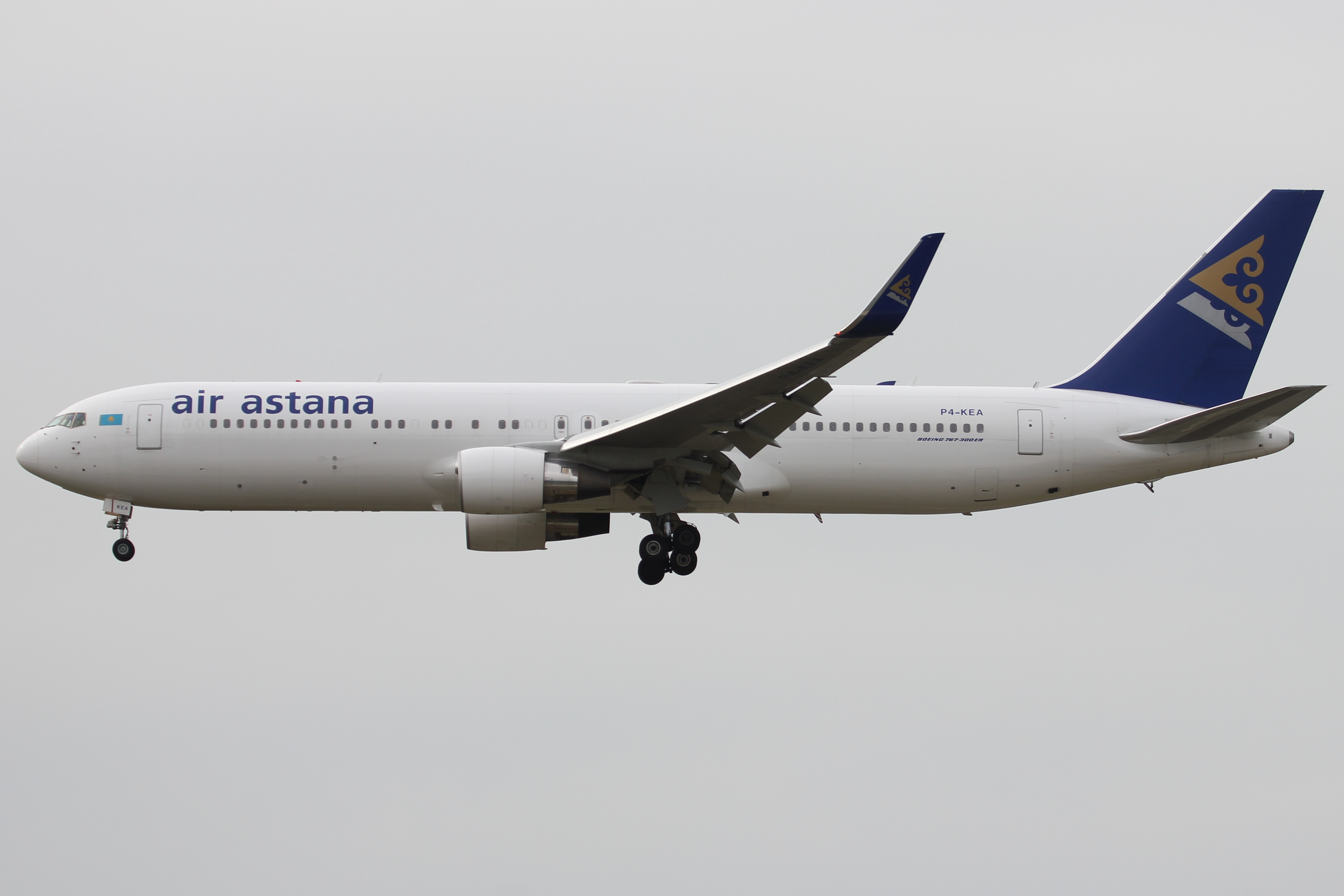
Самолёт в аэропорту
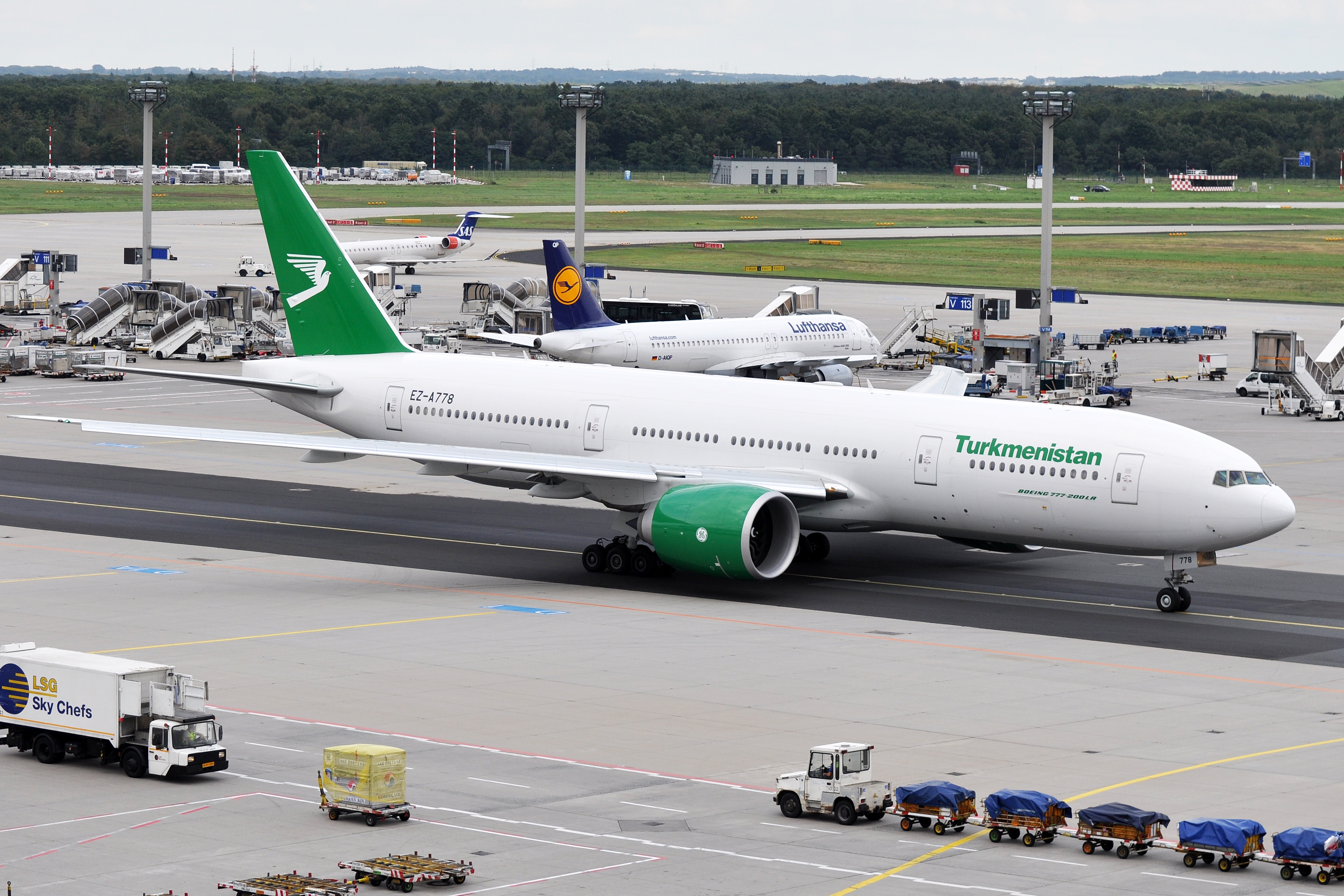
Самолёт в аэропорту
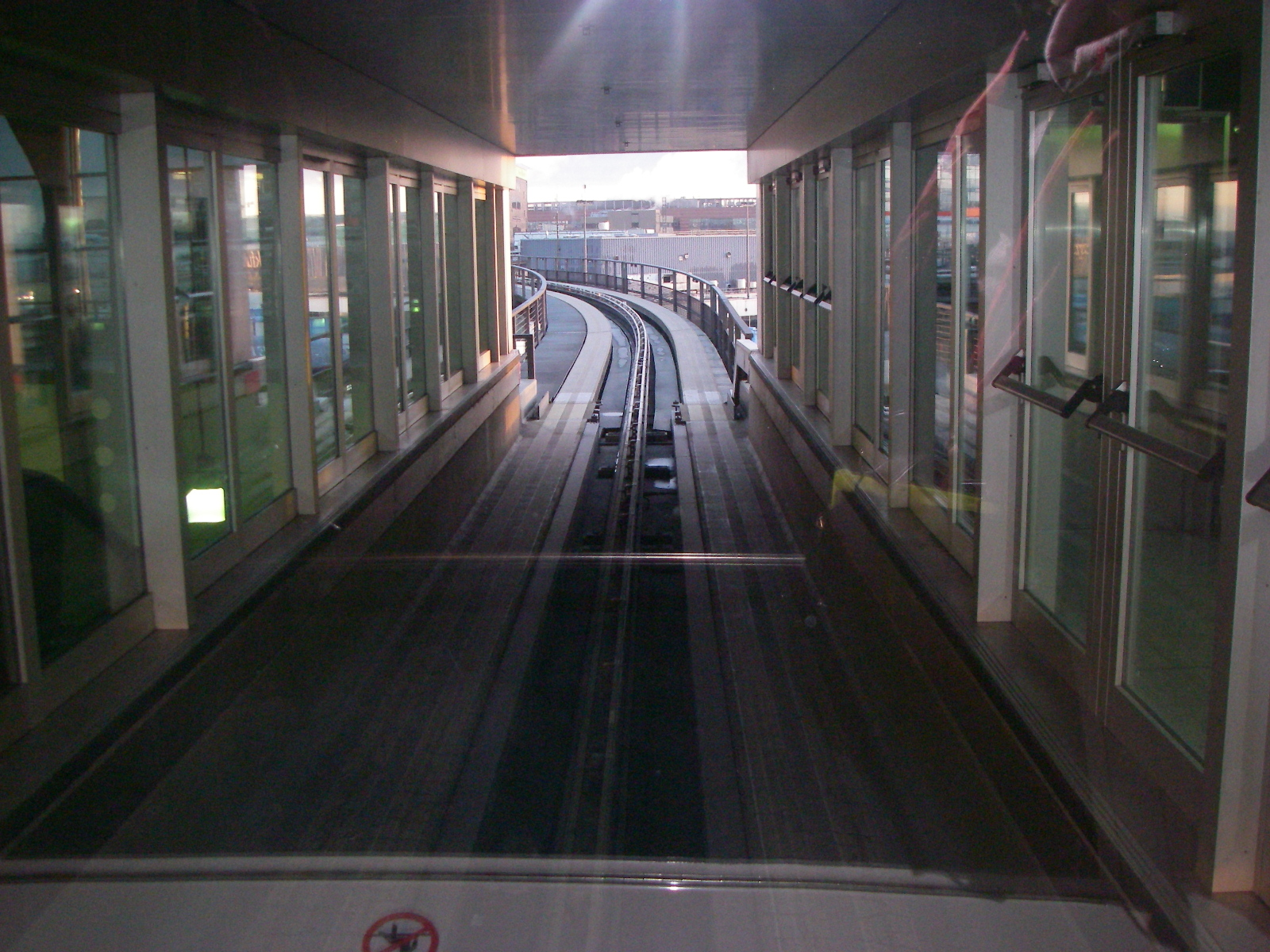
Монорельсовый путь
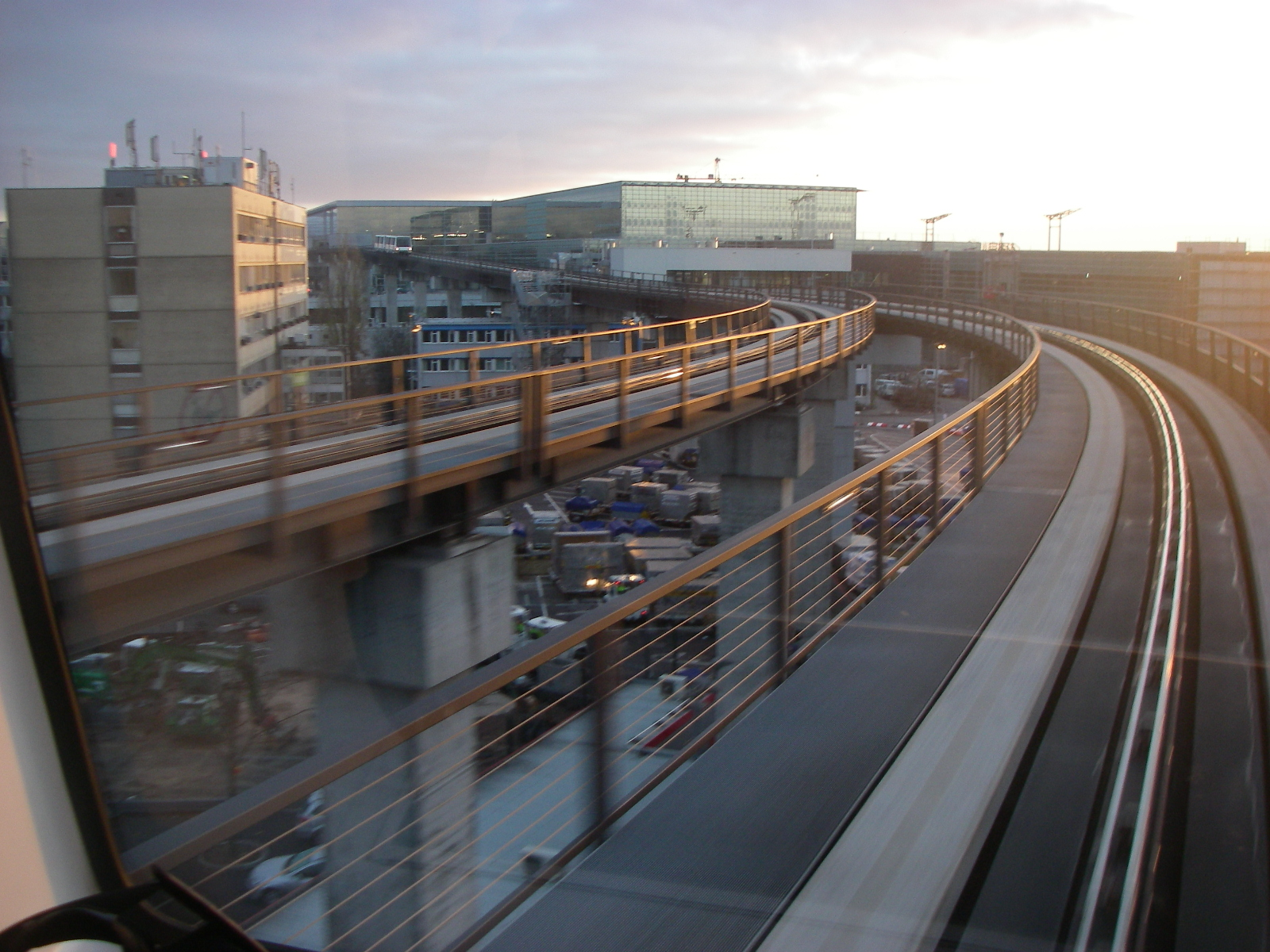
Вид на терминал B
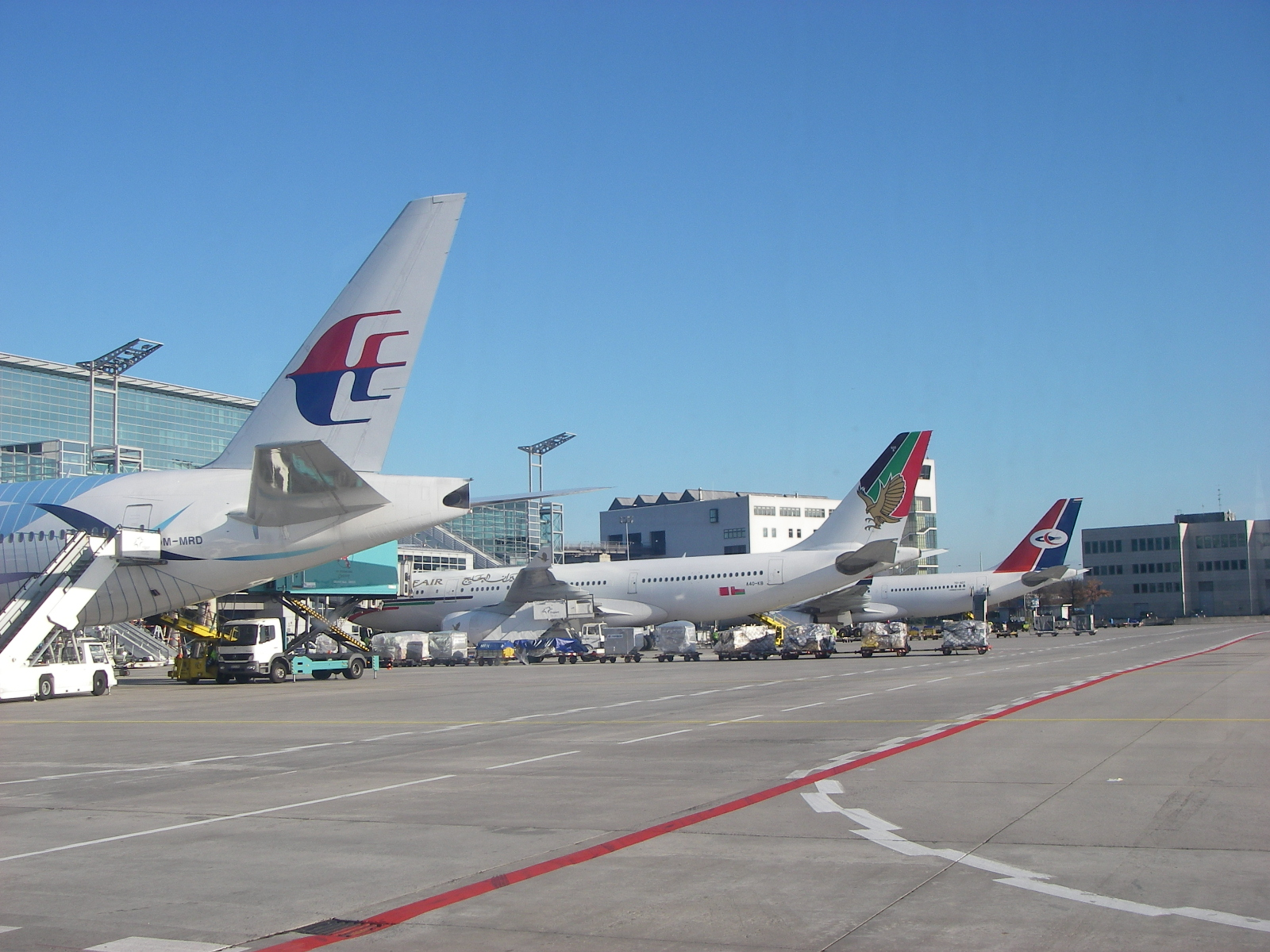
Перрон аэропорта
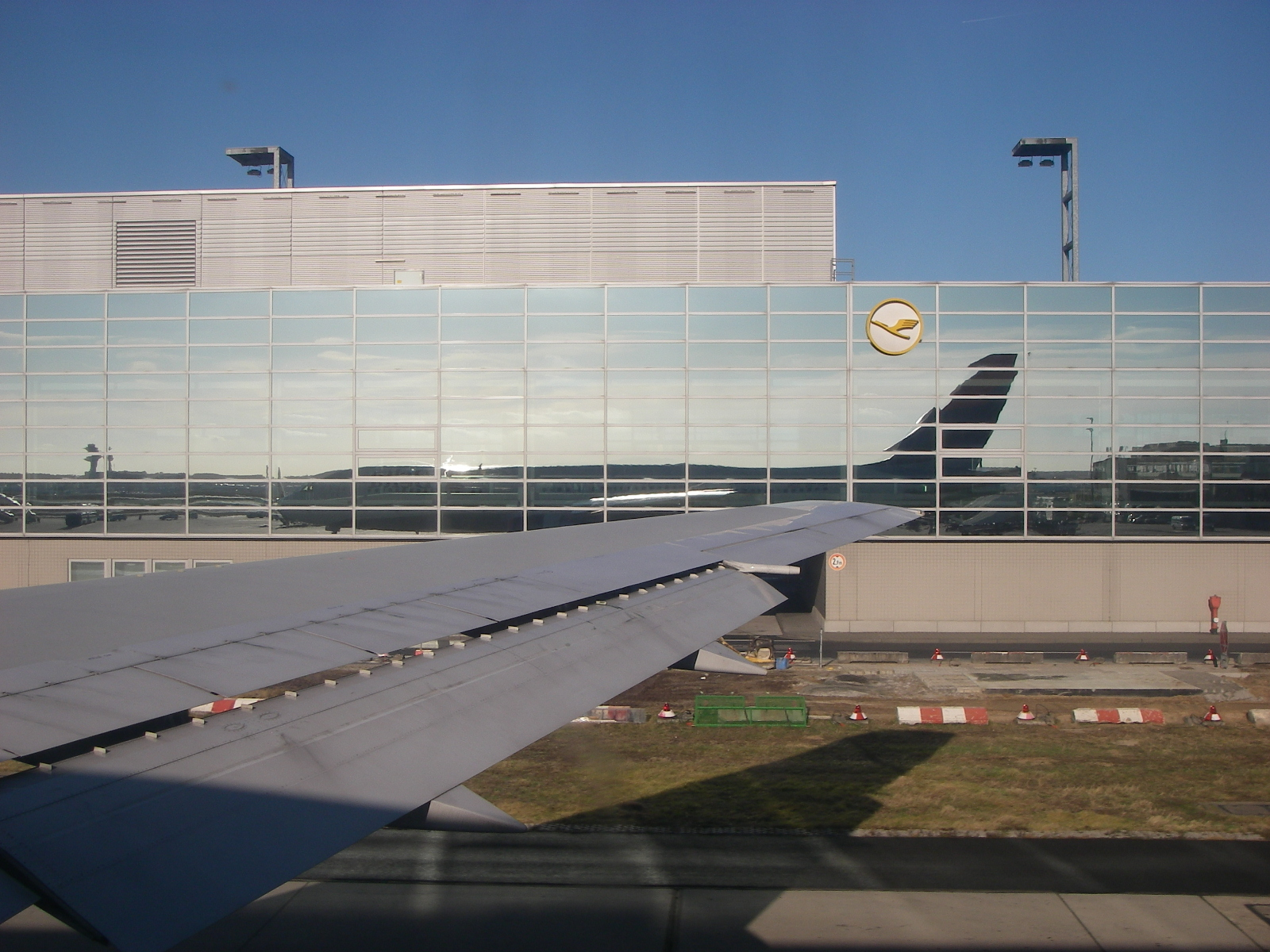
Терминал Lufthansa